# ZNF133
ZNF133‏ (Zinc finger protein 133) هوَ بروتين يُشَفر بواسطة جين ZNF133 في الإنسان.